# Goldin Finance 117

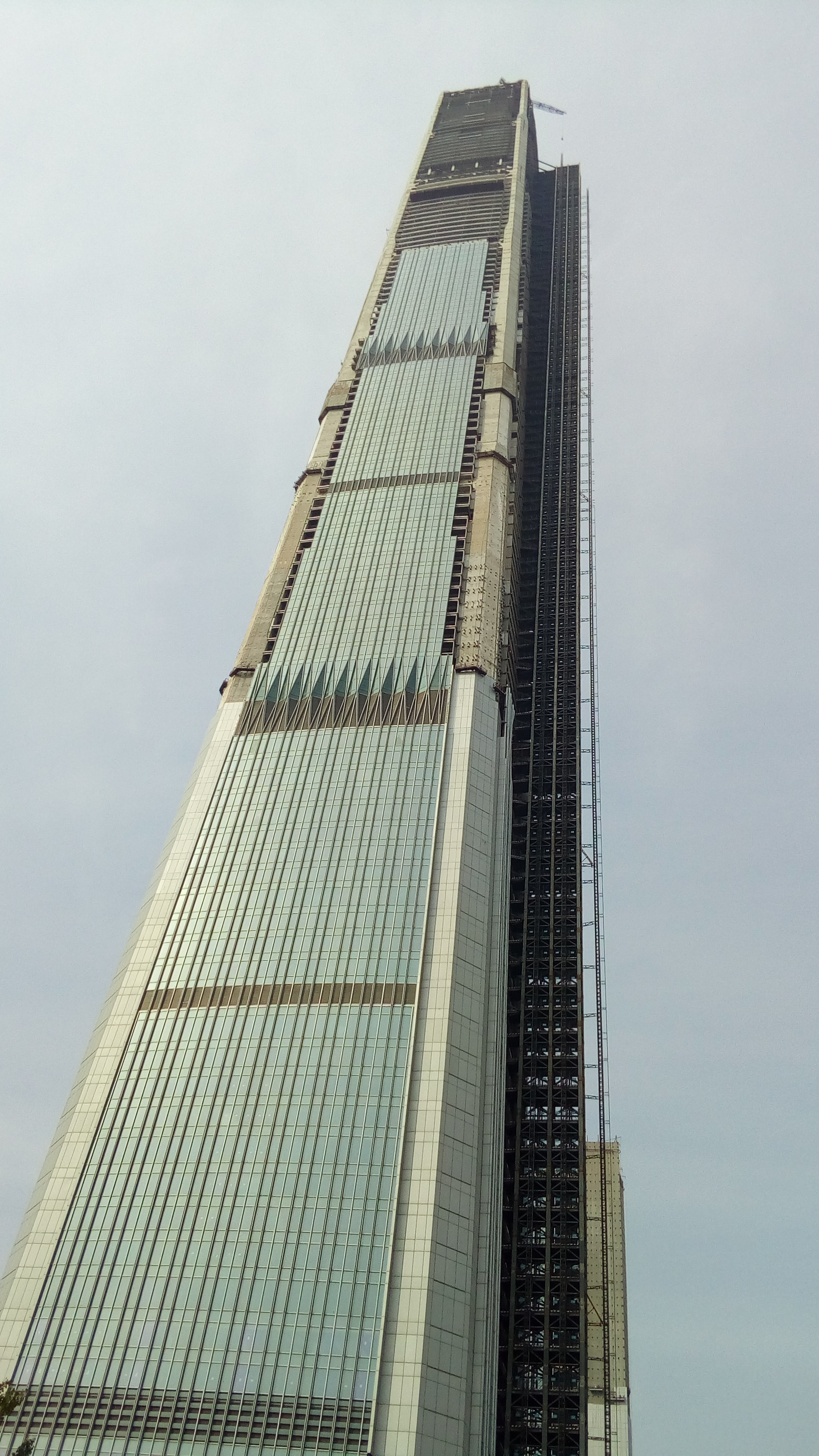

Goldin Finance 117, China 117 Tower — хмарочос в Тяньцзіні, КНР.
Висота 117-поверхового хмарочосу становить 597 метрів. Будівництво було розпочато в 2008 і буде завершено в 2017 році.
Після завершення будівництва цей хмарочос стане одним з найвищих в КНР і світі.